# Chaînons du Pacifique
Les chaînons du Pacifique, ou Pacific Ranges en anglais, sont les montagnes les plus au sud de la chaîne Côtière des chaînes côtières du Pacifique. Elles sont situées entièrement en Colombie-Britannique, au Canada, sur une superficie d'environ 108 237 km2. Le point culminant est le mont Waddington (4 019 m).